# Polizeipräfektur (Paris)
Koordinaten: 48° 51′ 16″ N, 2° 20′ 48″ O

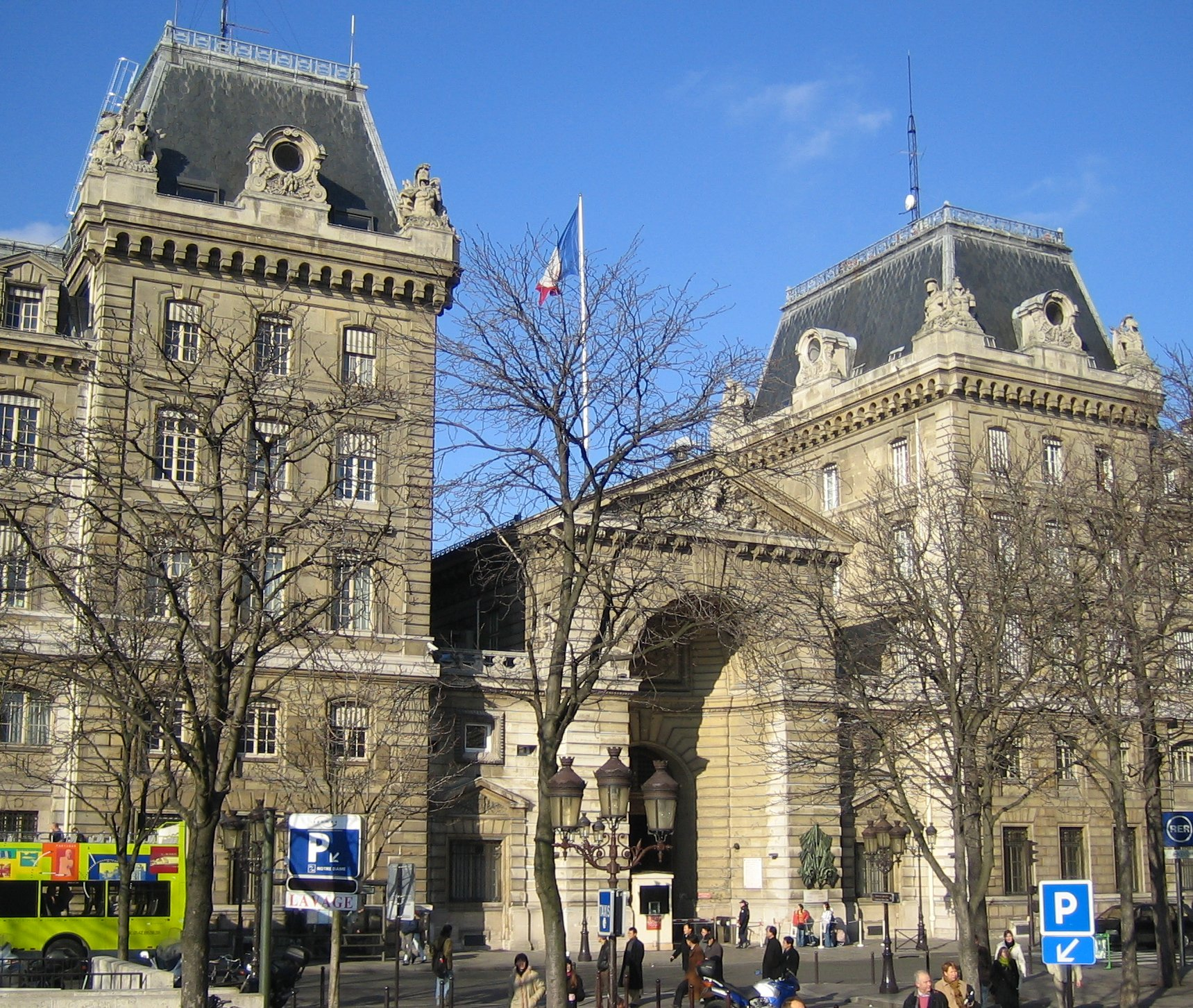
Eingang der Polizeipräfektur in der Rue de la Cité

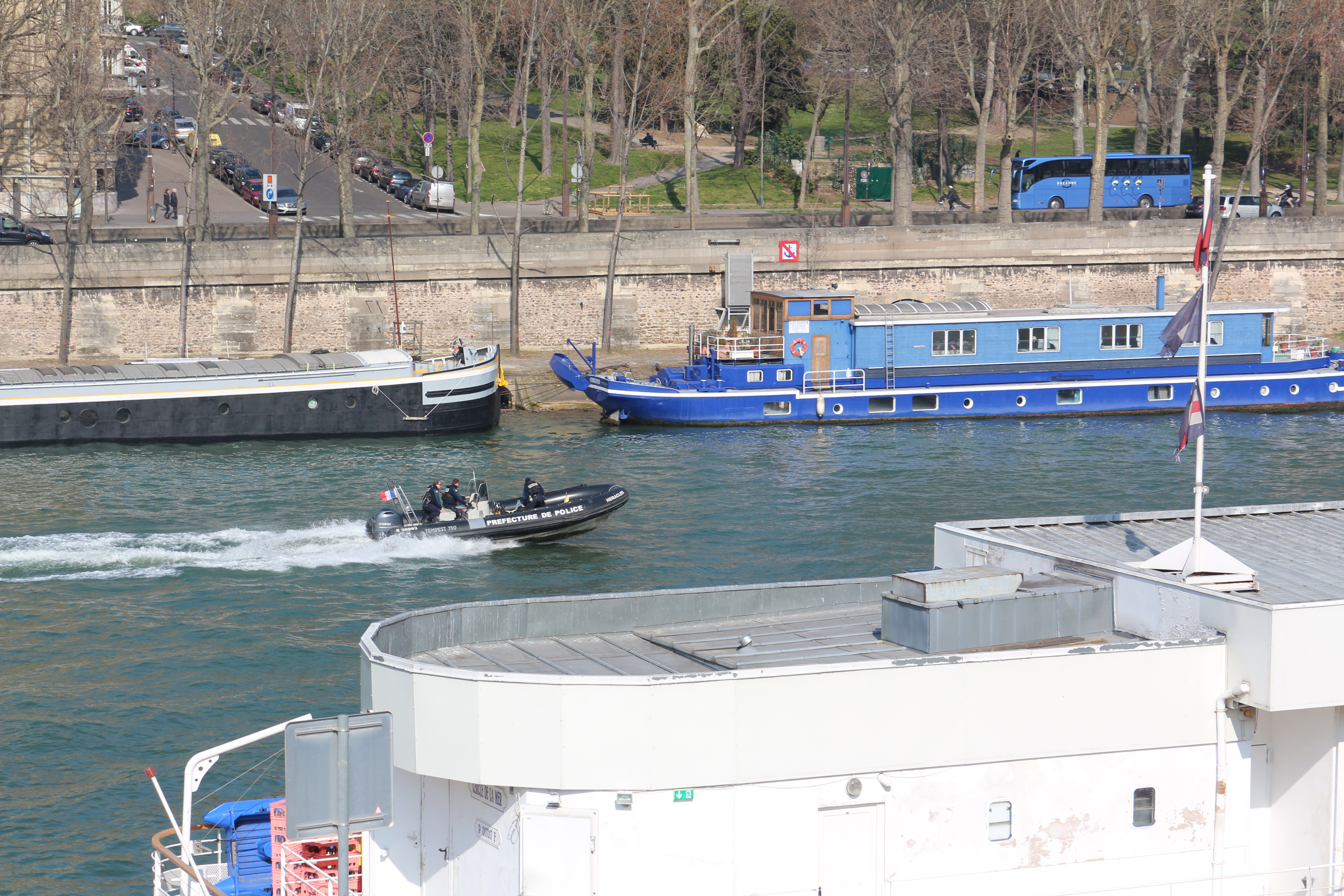
Polizeiboot der Polizeipräfektur Paris auf der Seine unweit des Eiffelturms im März 2015

Die Polizeipräfektur (französisch Préfecture de Police) ist eine Dienststelle der Police nationale in Paris; es ist keine Stadtpolizei. Sie wird vom Polizeipräfekten (Préfet de Police) geleitet. Sie ist zuständig für Polizeiaufgaben im Stadtgebiet von Paris und den drei umliegenden Départements Hauts-de-Seine, Seine-Saint-Denis und Val-de-Marne. Außerdem ist sie für den Rettungsdienst und die Feuerwehr und für polizeiliche Verwaltungsaufgaben wie das Ausstellen von Ausweisen, Führerscheinen und die Fremdenpolizei zuständig. Im weiteren Gebiet der Île-de-France hat sie auch eingeschränkte Aufgaben. Sie hat ihren Sitz auf der Île de la Cité.
Die uniformierten Einheiten bestehen aus Angehörigen der Police nationale und Verkehrspolizisten der Präfektur, die für die Verkehrsüberwachung und -regelung zuständig sind; diese tragen besondere Uniformen.
Bis zum Jahr 2012 war sie die einzige Polizeipräfektur in Frankreich.

## Geschichte
Am 15. März 1667 wurde von Ludwig XIV. eine eigene Polizeibehörde für Paris geschaffen (lieutenance générale de police), die bis 1697 von Gabriel Nicolas de la Reynie geleitet wurde. Die Behörde wurde im Zuge der Französischen Revolution 1789 aufgelöst und von Napoleon I. am 17. Februar 1800 durch die Polizeipräfektur ersetzt. Das jetzige, im Neorenaissancestil errichtete Gebäude wurde in den Jahren von 1863 bis 1867 auf Initiative von Baron Haussmann gebaut.
Am 3. Oktober 2019 griff ein Mann in der Polizeipräfektur fünf Menschen, drei Männer und zwei Frauen, mit einem Küchenmesser an und verletzte vier von ihnen tödlich. Ein weiterer Polizist schoss ihm nach der Aufforderung, das Messer niederzulegen, in den Kopf. Grund für die Tat soll ein Streit gewesen sein, wobei nach Bekanntwerden der Konversion des 1974 im Überseedépartement Martinique geborenen und mit einer Muslima arabischer Herkunft verheirateten taubstummen Mannes im Jahr 2008 zum Islam auch ein religiös motivierter Terroranschlag in Betracht kommt. Der Täter soll laut Medien seit 2003 selbst Angehöriger der Polizei sein und in der Verwaltung der Geheimdienstdirektion gearbeitet haben.

## Dienstbezirk
Ursprünglicher Dienstbezirk der Polizeipräfektur war das Département Seine einschließlich der Gemeinden Saint-Cloud, Sèvres, Meudon und Enghien-les-Bains, welche sich im Département Seine-et-Oise befanden. Diese wurden im 19. Jahrhundert der Polizeipräfektur wegen der königlichen bzw. kaiserlichen Residenzen unterstellt. Nach der Auflösung des Départements Seine 1968 wurde die örtliche Zuständigkeit auf das Pariser Stadtgebiet und die drei umliegenden Départements beschränkt. Allerdings ist das neue Dienstgebiet größer als das alte. 
In der Region Île-de-France ist die Polizeipräfektur für die Koordination der Polizeiaufgaben zuständig. Der Polizeipräfekt ist zugleich Präfekt für die Verteidigungsregion Paris (Préfet de la Zone de Défense de Paris) und somit für die nichtmilitärische Verteidigung (zum Beispiel Aufrechterhaltung der öffentlichen Ordnung, Sicherstellung der öffentlichen Dienste und Koordination von Maßnahmen bei Naturkatastrophen) zuständig. Hierzu koordiniert er vor allem die Aufgaben der Präfekten der Départements der Region Île-de-France.

## Polizeipräfekt
Polizeipräfekt ist seit April 2017 Michel Delpuech. Er ist ein politischer Beamter, wird vom Präsidenten ernannt und untersteht dem Innenministerium.
Der Polizeipräfekt kann Polizeiverordnungen (arrêtés) innerhalb seines Aufgabenbereiches erlassen, auch gemeinsam mit dem Bürgermeister.

## Aufgaben der Präfektur
Die Präfektur ist zuständig für folgende Aufgaben:
- Erhalten der Sicherheit von Paris, nötigenfalls gemeinsam mit dem Militär
- Ausstellen von Ausweisen, Pässen, Führerscheinen, Aufenthaltsgenehmigungen und Arbeitserlaubnissen
- Zulassung von Fahrzeugen und Verkehrsüberwachung
- Registrierung von Vereinen
- Umweltschutz
- Festlegung der zwei Mal jährlich stattfindenden Schlussverkäufe
- Genehmigung von Sommerpausen in Bäckereien um sicherzustellen, dass nicht alle Bäckereien eines Viertels gleichzeitig schließen,
- Koordination und Verwaltung von Polizei und Feuerwehr

Bis 1977 gab es in Paris keinen Bürgermeister und die Polizei unterstand ausschließlich dem Polizeipräfekten. Jedoch wurden seither dem Bürgermeister mehr und mehr Aufgaben bei der Verkehrsüberwachung zugestanden. Seit 2002 ist die Präfektur bei der Verkehrsüberwachung nur noch für die Hauptverkehrsstraßen wie die Champs-Elysées und alle Straßen während Demonstrationen zuständig.
Zusätzlich gibt es noch einen Präfekten von Paris und den Präfekten der Region Ile-de-France, welche verwaltungspolizeiliche Aufgaben bearbeiten, die nicht der Polizeipräfektur übertragen sind (zum Beispiel Baugenehmigungen).

## Organisation
Dem Polizeipräfekt ist der Prévôté als Assistent beigeordnet. Der Prévôté ist der höchste Polizeibeamte der Behörde. Die Präfektur ist in drei Unterpräfekturen aufgeteilt.

### Unterpräfektur und Verwaltungsleiter
- Verbindungsbüro zur Gendarmerie nationale
- 6 Direktorate:
- Öffentliche Sicherheit (Uniformierte Polizei)
  - Fundbüro
  - Zentrale Unfallaufnahme
- Öffentliche Sicherheit und Verkehrsüberwachung (uniformierte Polizei zur Bewachung öffentlicher Einrichtungen, für Demonstrationen und Verkehrsüberwachung)
- Justizpolizei (Kriminalpolizei)
- Allgemeine Informationen (Archiv)
- Inspektorat (Eigenkontrolle)
- Feuerwehr (Militärpersonal, Notfallrettung und Feuerwehr, andere Rettungsdienstaufgaben werden von SAMU und SAMUR wahrgenommen).

Zugeordnete Einrichtungen:
- Gebäudeinspektion
- Psychiatrisches Krankenhaus
- Toxikologisches Labor
- Zentrallabor (Sprengstoff, Umweltschutz, Chemische Analytik, Gerätesicherheit usw.)

### Unterpräfektur und Generalsekretär für die Polizeiverwaltung
- Allgemeine Polizeiverwaltung
  - Gerichtsmedizinisches Institut
- Verkehr, Transport, Handel
- Öffentlicher Gesundheitsdienst 
  - Tiergesundheit
- Personal, Finanzen, Ausstattung und Arbeitsrecht

### Unterpräfektur und Generalsekretär der Verteidigungszone
- Verteidigungszone
- Verwaltungsübergreifende Angelegenheiten des Zivilschutzes

## Finanzen und Personal
Finanziert wird die Präfektur von der Stadt Paris, den anderen Gemeindeverwaltungen (zusammen 488 Millionen Euro) und dem Staat (1 Milliarde Euro).
Bei der Präfektur sind 19.647 Regierungsbedienstete, davon 17.979 Polizisten, 748 Bedienstete der Verwaltung der Police nationale, Techniker, Wissenschaftler und 20 weitere Regierungsangestellte, sowie 5765 Gemeindebedienstete und 6840 Soldaten (Feuerwehr) beschäftigt. 
Die Präfektur hat 494 Einrichtungen und 6120 Fahrzeuge einschließlich Luft- und Wasserfahrzeuge und Feuerwehrfahrzeuge.